# Karine Ogunté
Karine Ogunté (nome artístico de Karine Lima Chaves; Fortaleza, 10 de julho de 1991) é uma atriz, produtora cinematográfica e diretora de arte brasileira nascida na capital do Ceará.
Em 2017, estreou no cinema como co-produtora associada na fase de pós-produção do longa-metragem cearense Onde Nascem os Bravos, uma obra do gênero Nordestern. Em 2020, protagonizou o segundo capítulo da Trilogia do Silêncio, interpretando a caçadora de recompensas Madalena em Como Vivem os Bravos, personagem que lhe rendeu o troféu Macuquinho Dourado de Melhor Atriz no 8º Festcine Pinhais, no Paraná. Desde então, vem também atuando como produtora e diretora de arte nos filmes do cineasta Daniell Abrew, com quem é casada e tem uma filha.
Atualmente, Ogunté desenvolve o roteiro de seu primeiro longa-metragem como diretora, um spin-off que amplia o universo da Trilogia do Silêncio, trazendo de volta sua personagem Madalena.

## Filmografia
- 2017 - Onde Nascem os Bravos[2]
- 2018 - A Lenda do Cortabunda[3]
- 2020 - Como Vivem os Bravos[4]
- 2024 - Na Mão do Palhaço[5]
- 2025 - Quando Morrem os Bravos[6]
- 2026 - O Homem Que Mata[7]